# The Queens
The Queens è un singolo della cantautrice italiana Paola Iezzi, pubblicato 13 novembre 2023.

## Descrizione
Il brano fa parte della colonna sonora della terza edizione del programma televisivo Drag Race Italia, dove Paola Iezzi ha ricoperto il ruolo di giudice.

## Video musicale
Il brano è stato accompagnato da un lyric video, diretto da Paolo Santambrogio, reso disponibile sul canale YouTube di Paola Iezzi il 17 febbraio 2024.

## Tracce
Testi e musiche di Paola Iezzi e Johannes Willinder.
Download digitale
1. The Queens – 2:48